# Elmar Altvater
Elmar Altvater, född 24 augusti 1938 i Kamen i Nordrhein-Westfalen, död 1 maj 2018 i Berlin, var en tysk statsvetare, författare och professor i statsvetenskap vid Otto-Suhrinstitutiet vid Freie Universität i Berlin.
Altvater studerade ekonomi och sociologi vid Ludwig Maximilian-universitetet i München. 1968 disputerade han på uppsatsen Umweltprobleme in der Sowjet-Union (Miljöproblem i Sovjetunionen). År 1971 erhöll han en professur i politisk ekonomi vid Freie Universität.
År 1970 grundade han tidskriften PROKLA, en tidskrift för kritisk samhällsvetenskap. Han var medlem av dess redaktion till 2008.
Vid sidan av frågor som utvecklingsteori, skuldsättning och regleringen av marknader ägnade sig Altvater åt kapitalistiska ekonomiers påverkan på miljön.
Parallellt med sin akademiska verksamhet var Altvater också politiskt aktiv. Han var en av grundarna till Die Grüne, ett parti som han dock distanserade sig från senare. År 2007 gick han med i Die Linke.